# Diasomoides schenki
Diasomoides schenki is een keversoort uit de familie vliegende herten (Lucanidae). De wetenschappelijke naam van de soort is voor het eerst geldig gepubliceerd in 2003 door Schenk.